# 웨스트몬트 칼리지
웨스트몬트 칼리지(Westmont College)는 미국 캘리포니아주 몬테시토에 위치한 사립 기독교 리버럴 아츠 칼리지이다. 1937년에 설립되었다.

## 역사
커 글래스 매누팩처링 컴퍼니의 CEO이자 소유주 루스 커가 1937년 다운타운 로스앤젤레스 주변의 이전 웨스트레이크 스쿨 포 걸스 캠퍼스에 '바이블 미셔너리 인스티튜트'(Bible Missionary Institute)라는 교명으로 이 학교를 설립했다. 1939년에 교명이 웨스턴 바이블 칼리지(Western Bible College)로 변경되었다. 1940년에 제1대 총장 닥터 월리스가 이 학교의 교명을 웨스트몬트 칼리지(Westmont College)로 변경했다.